# Спарне

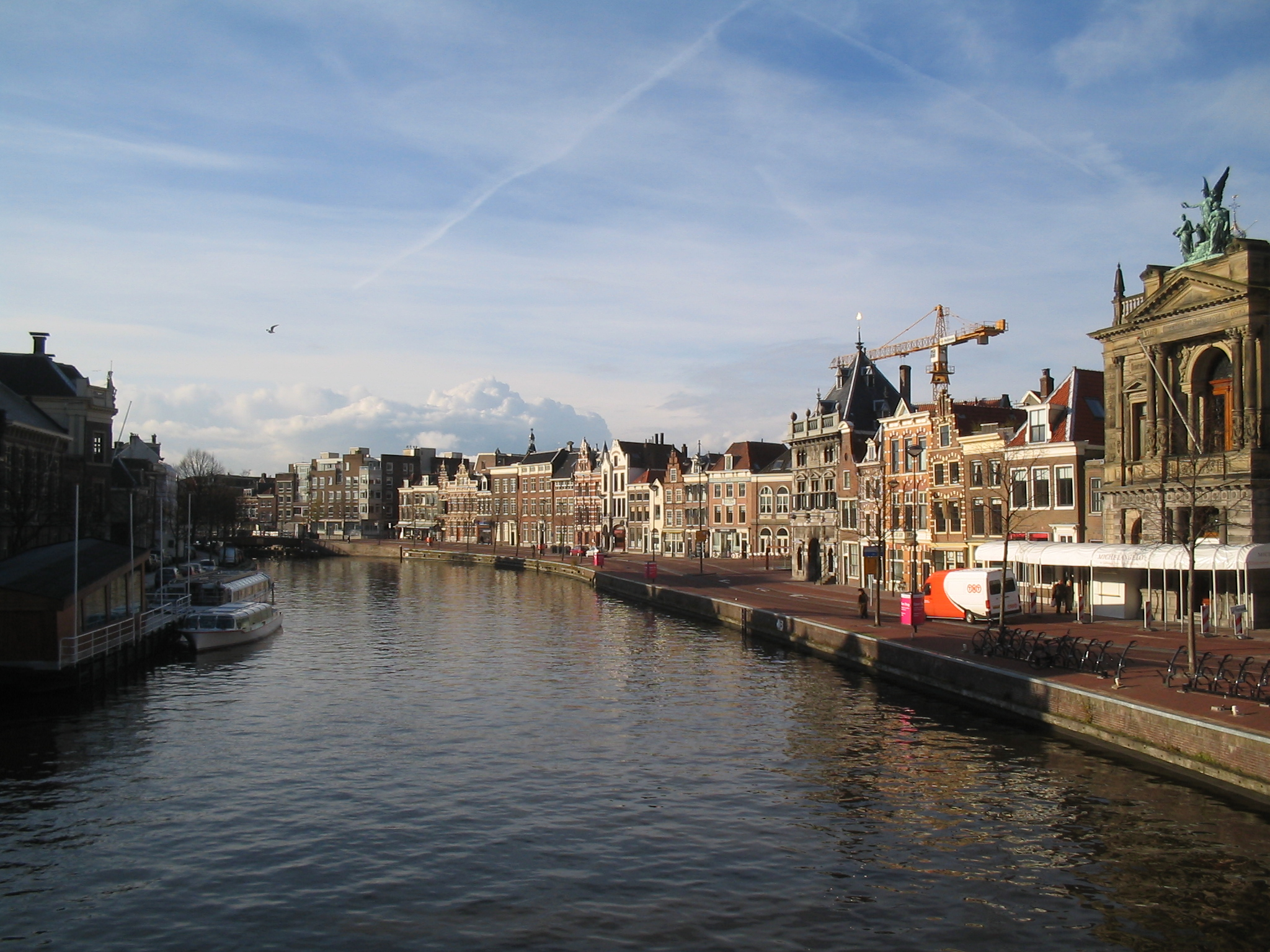
Спарне у Гарлемі

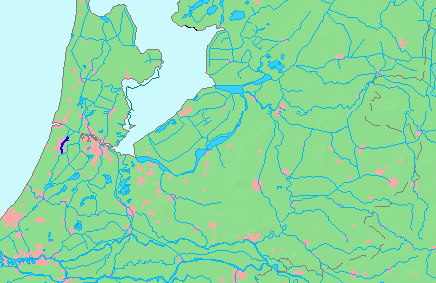
Розташування річки Спарне позначене в темно-синій колір

Спарне (нід. Spaarne) — річка у проівнції Північна Голландія, Нідерланди. Спарне з'єднує канал Рінгварт та відгалуження Нордзе-каналу. Протікає через міста Гарлем, Гемстеде та Спарндам.
Рови навколо Гарлема впадають в Спарне як історичні канали.
Назва річки ймовірно походить від давньонідерландського слова Spier, яке позначало очерет.
Права притока Спарне — річка Лієде.

## Історія
Раніше річка витікала з Гарлемермера і впадала в бухту Ей, від затоки Зейдерзе до громади Велзен. В XIII столітті у гирлі річки була побудована гребля зі шлюзами. Пізніше на тому місці було засновано поселення Спарндам.
В 1850—1853 роках озеро Гарлемермер було осушено і перетворено на польдер. Спарне стала притокою каналу Рінгварт. Річка стала маловодною.
Після завершення роботи над Нордзе-каналом в 1876 році, більшість земель у бухті Ей були перетворені на польдери. Для організації стоку і здійснення судноплавства по річці Спарне використовують декілька допоміжних каналів

## Туристичні пам'ятки
У витоку річки, на стику Спарне і Рінгварт, знаходиться Музей Крюкіуса. Цей музей знаходиться на території старої насосної станції 1850 року. Парові машини на станції колись використовувалися для осушення озера Гарлемермер.
Біля міста Гемстеде, на березі річки знаходиться однойменний замок. Палац був побудований у середині XVII століття.
У центрі Гарлема на березі річки знаходяться декілька історичних споруд, серед яких вага міська Ваг, будівля Королівського голландського товариства наук, Музей Тейлора, Гоф'є Тейлора, вітряк Де-Адріан тощо.